# Gustaf von Paykull
Friherre (vgl. baron) Gustaf von Paykull (Stockholm, 21 augustus 1757 - Uppland, 28 januari 1826) was een Zweeds ornitholoog en entomoloog.
Von Paykull werd in 1757 in Stockholm geboren. Zijn ouders waren Karl Friedrich Paykull en Beate Charlotte Simming, beide van Zweedse adel. Hij had zelf de titel "friherre" wat vergelijkbaar is met baron, hij ontving de titel in 1818, als erkenning voor zijn diensten. Hij werkte op het ministerie van buitenlandse zaken vanaf 1779 en maakte snel carrière. In 1815 ontving hij ook de titel van hofmaarschalk. Hij is drie keer getrouwd. Zijn eerste vrouw was Frein Anna Elisabet Ehrensvard. In 1795 trouwde hij met Johanna Möller en in 1807 met Anna Katarina Sandels.
Von Paykull was een verwoed dierenverzamelaar. Zijn collectie insecten en vogels was een van de grootste in Scandinavië. Om deze collectie aan het publiek te tonen liet hij een natuurhistorisch museum bouwen op zijn landgoed Wallox-Saby. Hij onderhield intensieve contacten met collega's in binnen- en buitenland en was lid van diverse wetenschappelijke organisaties. Hij werd lid van de Koninklijke Zweedse Academie van Wetenschappen in 1791 en was buitenlands erelid van American Academy of Arts and Sciences. Hij was tevens de oprichter van het Naturhistoriska riksmuseet, het Zweeds natuurhistorisch museum in Stockholm. Zijn insectencollecties worden momenteel in dit museum bewaard.

## Enkele taxa
Von Paykull was voornamelijk actief op het gebied van de kevers (Coleoptera), maar ook vogels en beschreef onder andere de volgende soorten en genera:
- Odacantha, een geslacht van kevers uit de familie van de loopkevers (Carabidae).
- Abdera flexuosa, een keversoort uit de familie springkevers (Melandryidae).
- Amara tibialis, een keversoort uit de familie van de loopkevers (Carabidae).
- Chlaenius vestitus (groene fluweelloper), een keversoort uit de familie van de loopkevers (Carabidae).
- Cryptocephalus punctiger, een keversoort uit de familie van de bladhaantjes (Chrysomelidae).
- Psylliodes affinis (gele bitterzoetaardvlo), een keversoort uit de familie bladhaantjes (Chrysomelidae).
- Grammia quenseli, een vlinder uit de familie van spinneruilen (Erebidae).

- Dromas, een geslacht van vogels uit de familie krabplevieren (Dromadidae).
- Ailuroedus crassirostris (groene katvogel) is een prieelvogelsoort.

Een aantal vogels en insecten is naar hem vernoemd:
- Porzana paykullii (bontbekral), een vogel uit de familie van rallen (Rallidae).
- Microhoria paykullii, een keversoort uit de familie snoerhalskevers (Anthicidae).
- Miomantis paykullii, een insect uit de orde bidsprinkhanen (Mantodea).
- Prosopocera paykullii, een keversoort uit de familie van de boktorren (Cerambycidae).
- Paykullia, een geslacht van afvalvliegen (Heleomyzidae).

## Publicaties
Zijn bekendste publicaties zijn:
- Domald, 1783, eine Tragödie, on-line

- Monographia Histeroidum. Upsaliae: Palmblad iv 114 pp., 1811 on-line
- Fauna Suecica. Insecta, Coleoptera. Upsala: Edman (3 delen, 1798, 1799, 1800) deel 1, deel 2, deel 3
- Monographia Staphylinorum Sueciae, 1789 on-line
- Monographia Caraborum Sueciae, 1790 on-line
- Monographia Curculionum, 1792
- Tal om djur-Kännedomens historia, 1794 on-line

- Bibsys: 12024027
- Bibliothèque nationale de France: cb14821694k (data)
- Gemeinsame Normdatei: 121197638
- International Standard Name Identifier: 0000 0000 6306 3245
- Nationale Bibliotheek van Tsjechië: mzk2009511501
- Nederlandse Thesaurus van Auteursnamen: 070249075
- LIBRIS: 82911
- SNAC: w62v3p82
- Système universitaire de documentation: 132744384
- Trove: 912748
- Virtual International Authority File: 2619917
- WorldCat: E39PBJdGGjvdJcVmDBPVwTrXh3